# Artists Trade Union of Russia
Artists Trade Union of Russia è il sindacato degli artisti russi (pittori, artisti grafici, scultori, maestri di belle arti e arti applicate.), storici dell'arte, addetti a musei e gallerie ecc.

## Storia
La "Artists Trade Union of Russia" è stata registrata a Mosca (Federazione Russa) nel 1999. Il suo principale scopo è la protezione dei diritti d'autore.
Artists Trade Union of Russia è attiva in 54 regioni della Russia e 8 paesi stranieri. Unisce più di 3000 artisti e operatori nel campo dell'arte e pubblica regolarmente il suo libro United Artists Rating che è un riferimento per collezionisti, musei, gallerie e critici d'arte.
Presidente: Dr.Sergey Zagraevsky.

## United Art Rating
È il libro pubblicato dal sindacato (prima del 2012 chiamato  "United Artists Rating") ed è registrato come mass media nella Federazione Russa. È diviso in due sezioni: 
1. Artisti russi (valutazione di artisti dell'Impero russo, URSS, emigrazione russa, Federazione Russa e repubbliche dell'ex Unione Sovietica).
2. Artisti internazionali (artisti di tutto il mondo dal XVIII al XXI secolo).

Il Centro di Valutazione è parte del Artists Trade Union e ha uno status di giuria professionale indipendente, libera nei suoi giudizi e stime. Il libro è pubblicato in inglese e russo.

### Edizioni
- United Artists Rating. XVIII edition. 53364 artisti. – Mosca, 2011 United Art Rating. Official web-site. Russian Art Rating, International Art Rating. The latest edition.
- United Artists Rating. XVII edition. 52629 artisti. – Mosca, 2010. – ISBN 978-5-904913-03-8. 357 p.
- United Artists Rating. XVI edition. 43084 artisti. – Mosca, 2009. – ISBN 978-594-025-112-5. 275 p.
- United Artists Rating. XV edition. 41076 artisti. – Mosca, 2008. – ISBN 5-94025-100-5. – 252 p.
- United Artists Rating. XII edition. 36157 artisti. – Mosca, 2006. – 447 p.
- United Artists Rating. IX edition. 27754 artisti. – Mosca, 2004. – ISBN 5-94025-061-0. –  336 p.
- United Artists Rating. VI edition. Architects. – 2124 architects.– Mosca, 2002. – 96 p.

Numero di copie stampate per ogni edizione: 5000.